# Châteaulin
Châteaulin (bretonisch Kastellin) ist eine französische Gemeinde mit 5106 Einwohnern (Stand 1. Januar 2022) und Unterpräfektur im Département Finistère in der Bretagne. Sie gehört zum Kanton Crozon und zum Gemeindeverband Pleyben-Châteaulin-Porzay.

## Geografie
Châteaulin liegt im Zentrum des Départements Finistère, am Westrand des Regionalen Naturparks Armorique (Parc naturel régional d’Armorique). Die Stadt liegt an beiden Ufern der Aulne, dem längsten Fluss des Départements, wenige Kilometer, bevor dieser sich nordwestlich der Gemeinde zu seinem Mündungstrichter öffnet.

## Bevölkerungsentwicklung
| Jahr                       | 1962 | 1968 | 1975 | 1982 | 1990 | 1999 | 2009 | 2020 |
| Einwohner                  | 4096 | 4370 | 4711 | 5357 | 4965 | 5157 | 5196 | 5256 |
| Quellen: Cassini und INSEE |      |      |      |      |      |      |      |      |

## Wirtschaft
Auf die Bedeutung Châteaulins als Zentrum der Lachsfischerei weist bereits das Stadtwappen hin, das einen Lachs zeigt.
Der Ort hat einen Bahnhof an der Bahnstrecke Savenay–Landerneau.

## Sehenswürdigkeiten
Siehe: Liste der Monuments historiques in Châteaulin

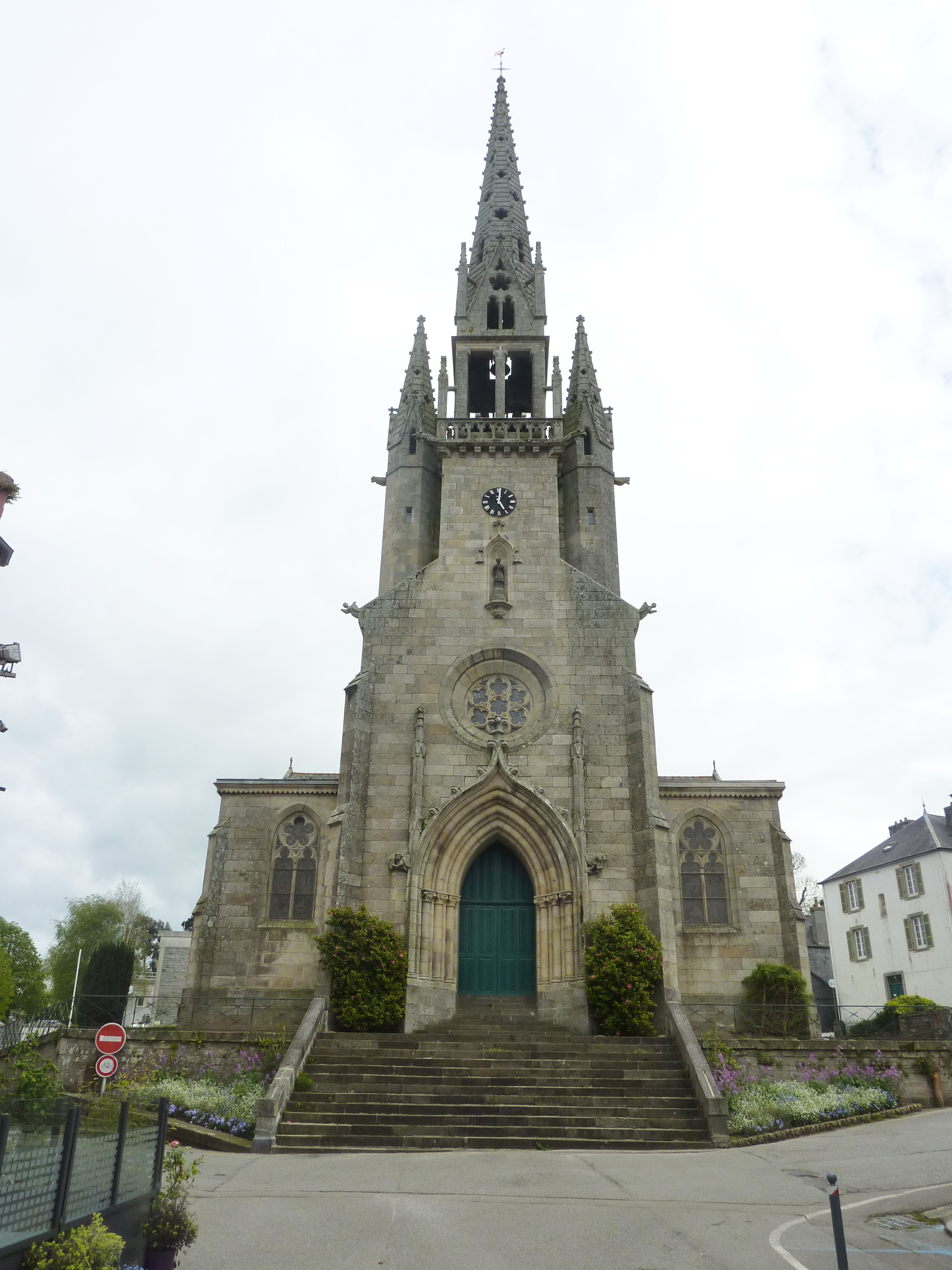
Kirche Saint-Idunet
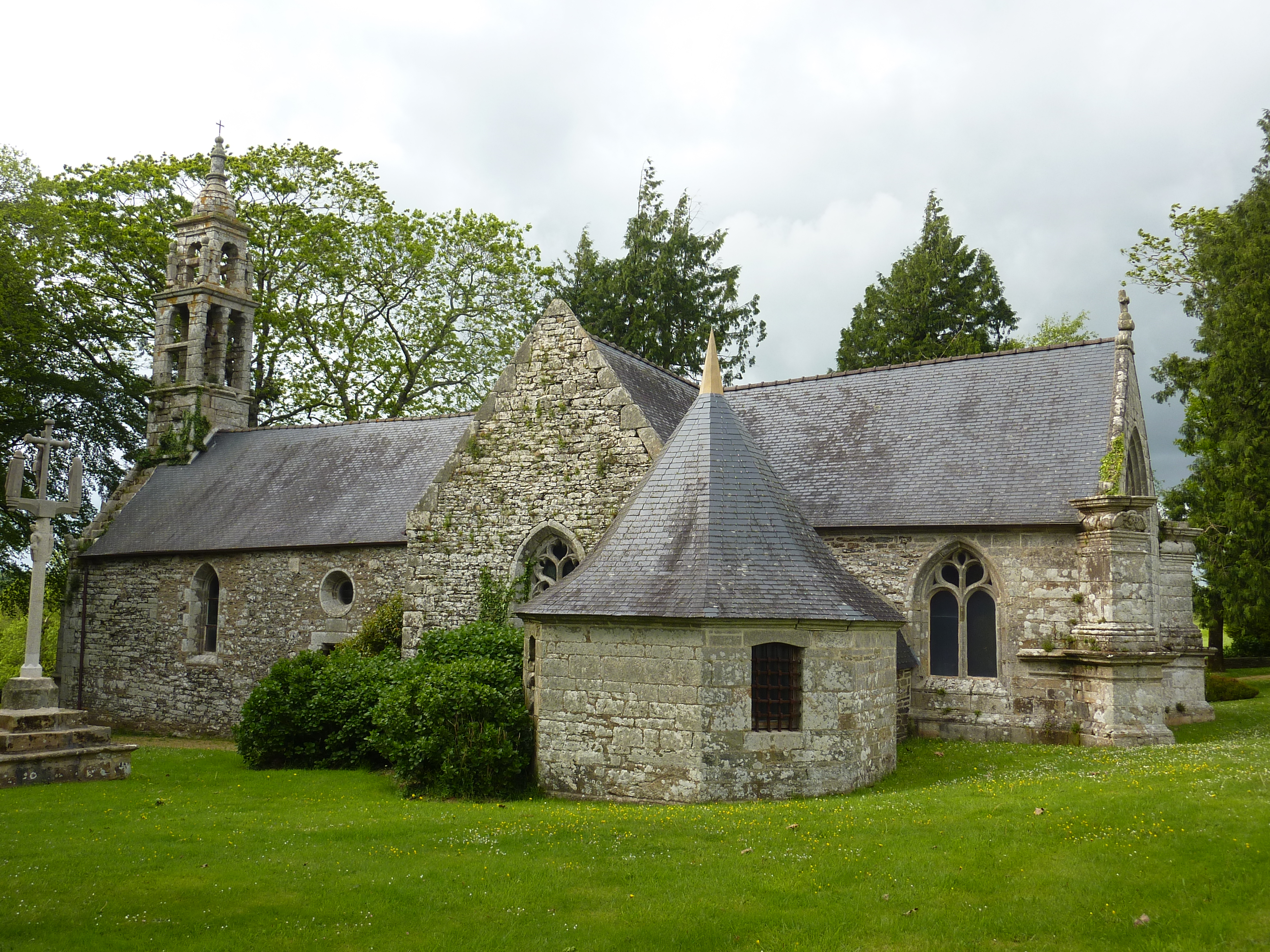
Kapelle Notre-Dame de Kerluan
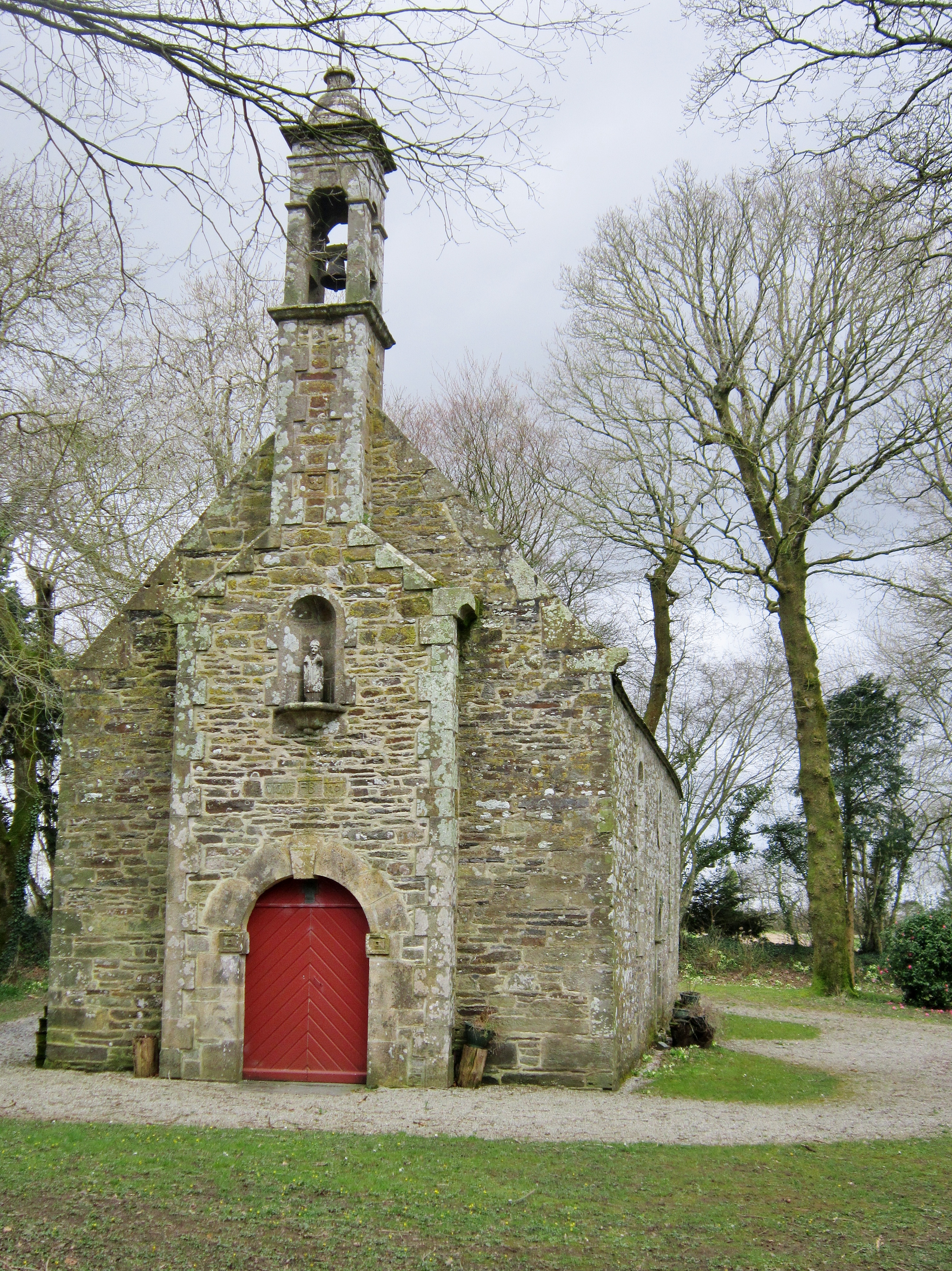
Kapelle Saint-Compars
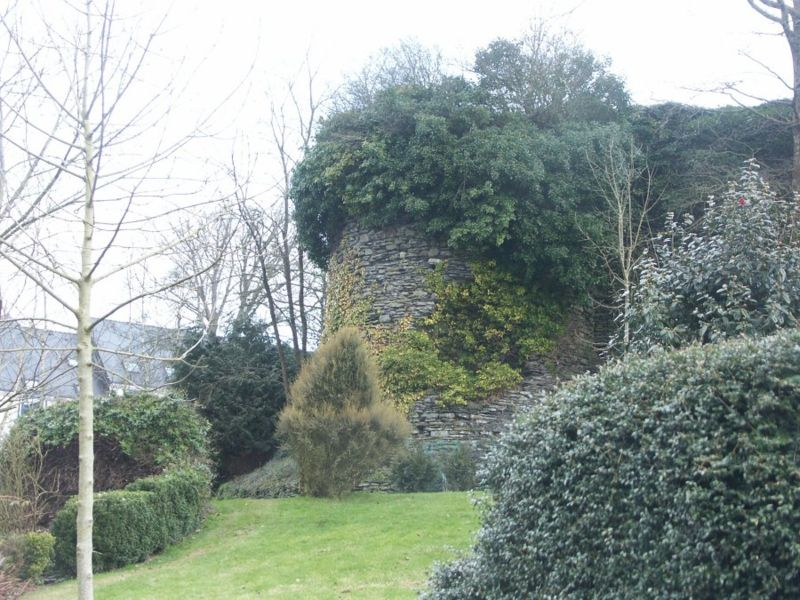
Reste der ehemaligen Burg Châteaulin
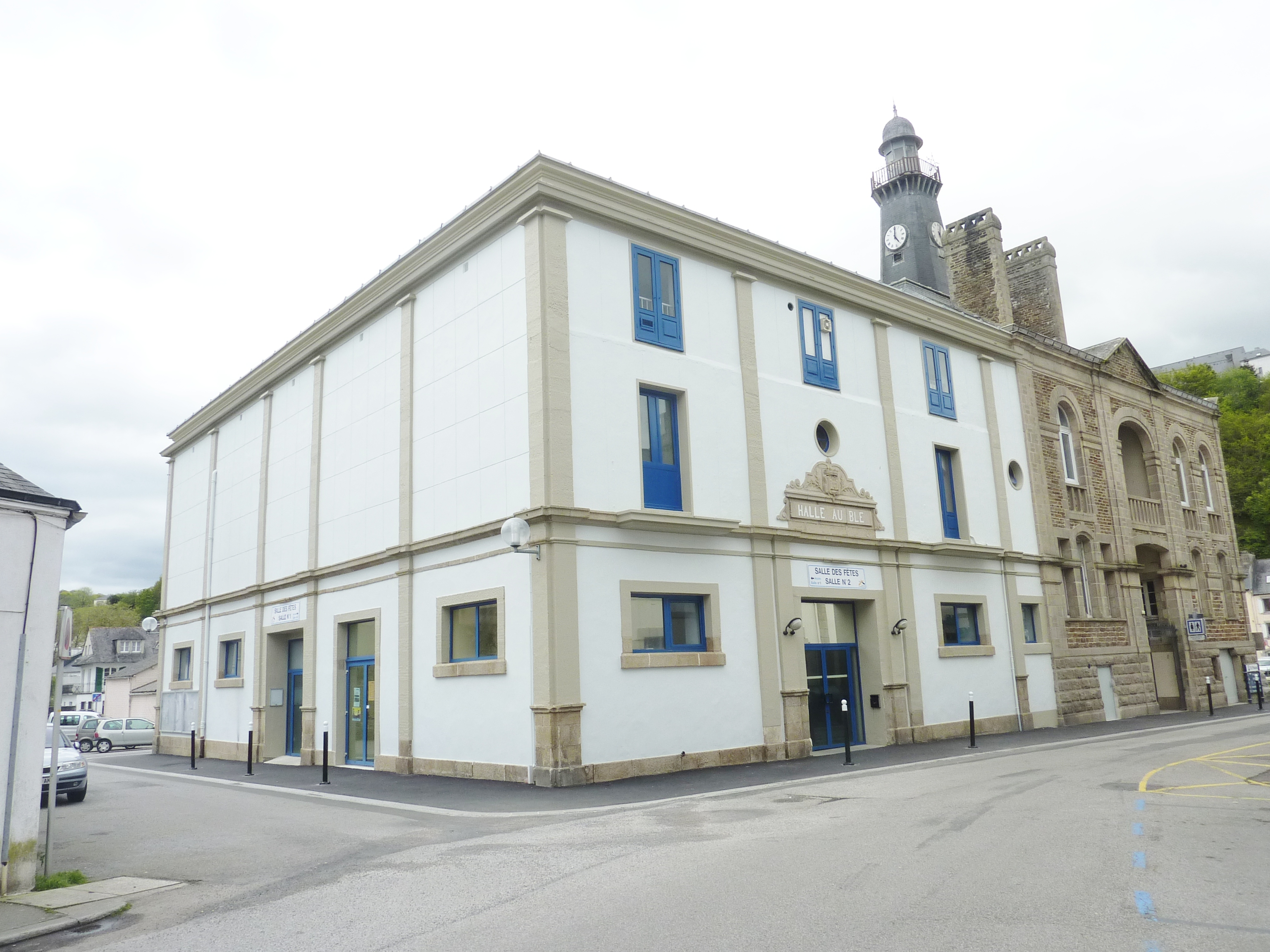
Ehemaliger Weizenmarkt, heute Festhalle

## Persönlichkeiten
- Jean Moulin (1899–1943), wichtiger Leiter der französischen Résistance während des Zweiten Weltkriegs, war von 1930 bis 1933 Stadtpräfekt von Châteaulin. Moulin wurde später während der deutschen Besetzung Frankreichs vom SS-Offizier Klaus Barbie hingerichtet.
- Camille Danguillaume (1919–1950), Radsportler
- Thibault Guernalec (* 1997), Radrennfahrer
- Victor Guernalec (* 2000), Radrennfahrer

## Partnerstadt
Châteaulin pflegt seit 1990 eine Städtepartnerschaft mit der deutschen Stadt Grimmen in Mecklenburg-Vorpommern.